# Zbigniew Buczkowski

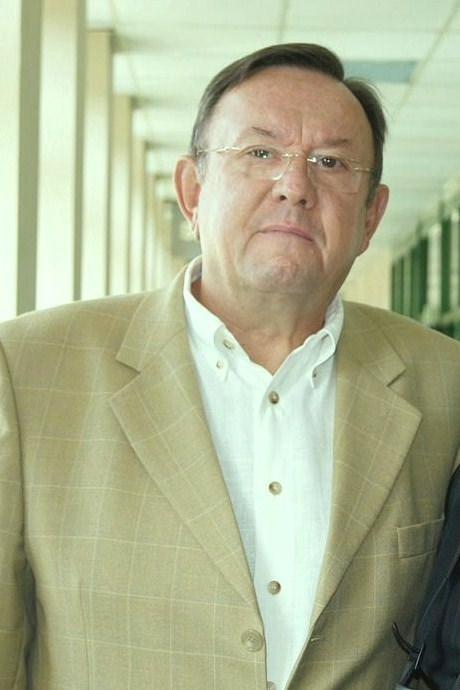
Zbigniew Buczkowski (2012)

Zbigniew Buczkowski (* 20. März 1951 in Warschau) ist ein polnischer Schauspieler.

## Leben
Zbigniew Buczkowski ist der Sohn des Piloten Marian Buczkowski, der im November 1951 beim Flugunfall der LOT bei Tuszyn ums Leben kam. Seit 1972 ist er als Filmschauspieler tätig. Anfang der 1980er Jahre war er auch als Schauspieler am Komödientheater Warschau aktiv. Für seine Hauptrolle in der Komödie Zlote Runo wurde er 1999 für den Polnischen Filmpreis nominiert. Zu dieser Zeit begann er als Nebendarsteller bei beliebten Serien wie Graczykowie oder Święta Wojna. Ab 2007 spielte er als „Zdzisio Cieslak“ in der Seifenoper Barwy szczescia.

## Filmografie (Auswahl)
- 1973: Major Hubal (Hubal)
- 1977: Rebus
- 1978: Absprung (Nauka latania)
- 1980–2000: Dom (Fernsehserie, 13 Folgen)
- 1981: Lek przestrzeni
- 1981: Wojna swiatów - nastepne stulecie
- 1984: Begegnungen mi einem ungebetenen Gast (Romans z intruzem)
- 1986: Brunftzeit (Rykowisko)
- 1993–1995: Jest jak jest (Fernsehserie, 19 Folgen)
- 1997: Die Nacht und der Tod (Nocne Graffiti)
- 1998: Zlote Runo
- 1999–2001: Graczykowie (Fernsehserie, 57 Folgen)
- 1999–2008: Święta Wojna (Fernsehserie, 322 Folgen)
- 2002: Der Tag eines Spinners (Dozorca koszacy trawnik)
- 2007–2022: Barwy szczescia (Fernsehserie, 348 Folgen)
- 2017–2022: Lombard. Życie pod zastaw (Fernsehserie, 63 Folgen)